# بلیکسلی (پنسیلوانیا)
بلیکسلی (به انگلیسی: Blakeslee) یک منطقهٔ مسکونی در ایالات متحده آمریکا است که در پنسیلوانیا واقع شده‌است. بلیکسلی ۵۱۰٫۸۵ متر بالاتر از سطح دریا قرار دارد.